# Тимок (Брегово)
„Тимок“ е футболен клуб от гр. Брегово, България.

## История
Основан е през 1948 г. Наследник е на футболния отбор „Тимошки юнак“, основан през 1932 г., и на спортно дружество „Тимок“, основано през 1928 г., което по финансови причини най-много е обръщало внимание на футбола.
Първият успех на отбора е през 1958 г., когато печели Републиканското селско първенство. На финала, игран на столичния стадион „Васил Левски“, „Тимок“ побеждава ФК „Садово“, Пловдивско с резултат 1:0. Голмайстор е Емил Юрешев. Състав: Гаврил Ниницов, Борис Джибров, Филчо Бакъров, Цветан Христов, Гаврил Грабовянов, Емил Гароев, Митко Оприков, Емил Юрешев, Спиридон Танев, Кирил Предоев, Любен Барчев.
През сезон 1976/1977 г. с треньор Радко Божилов ФК „Тимок“ завършва на II място в зона „Мизия“ в състав: Ваньо Иванов, Валери Измаилов, Борис Христов, Боян Ицов, Петър Танев, Димитър Вануцов, Венелин Соломонов, Неофит Въдов, Севдалин Пасков, Валери Романов и Светозар Георгиев.
През сезон 1997/1998 г. отборът става областен победител на „Зона Монтана“, включваща областите Монтана, Видин и Видин.
След това участва 1 сезон в Северозападната В група, но завършва на 16-о място и отпада. Преди това също е участвал няколко пъти във В група.
През 1999/2000 г. завършва на II място в А ОФГ, Видин, като малко не достига, за да изпревари основния си конкурент „Венец“ (Орешец). Основните голмайстори в това първенство за ФК „Тимок“ са Росен Лозанов с 10 гола, Юлиян Матов с 9 гола и Николай Маринов със 7 гола. Оттогава има няколко V и VI места в областната група.
Играе мачовете си на градския стадион с капацитет 4000 зрители. Основните цветове на отбора са жълто и червено. Прякорът на отбора е „тимочаните“.

## Успехи
- Републикански селски шампион през 1958 г.

## Известни футболисти
- Кирил Предоев
- Емил Юрешев
- Стефан Илиев
- Емил Гароев
- Севдалин Пасков
- Евлоги Йорданов
- Виктор Йонов
- Иво Цаков
- Росен Лозанов
- Николай Маринов
- Юлиян Матов
- Асен Венчев
- Петър Здравков
- Здравко Рашев